# Chrysobothris cribraria
Chrysobothris cribraria är en skalbaggsart som beskrevs av Mannerheim 1837. Chrysobothris cribraria ingår i släktet Chrysobothris och familjen praktbaggar. Inga underarter finns listade i Catalogue of Life.